# Géza von Cziffra
Géza Cziffra, nato Géza Cziffra (Arad, 19 dicembre 1900 – Dießen am Ammersee, 28 aprile 1989), è stato un regista, sceneggiatore e produttore cinematografico ungherese.
Nella sua carriera, usò diversi pseudonimi, quali John Ferguson, Karel Kubela, Horace Parker e Peter Trenck.

## Biografia
Nato nella città di Arad (attualmente in Romania), nel Banato, quando la regione faceva ancora parte dell'impero austro-ungarico, da bambino frequentò un collegio di gesuiti. Adolescente, dal 1914 al 1918, entrò in Marina, cadetto dell'Accademia Militare. Alla fine della guerra, si trasferì prima a Budapest, dove trovò lavoro come redattore di un quotidiano e, quindi, nel 1920, a Vienna.
Nel 1922, fece l'apprendista alla Sascha Film e, nel 1924, scrisse e diresse il suo primo film, Gullivers Reisen. Trasferito a Berlino, per alcuni anni fece il giornalista, proprietario di un cabaret. Nell'aprile 1933, tornò a Budapest dove riprese a lavorare nel cinema, come regista o aiuto regista. Quando tornò a vivere a Berlino, scrisse pure diverse sceneggiature lavorando anche per il teatro. Gran parte degli anni della guerra, visse a Vienna. Un suo film musicale, Der weiße Traum, ebbe nel 1943 grande successo, tanto che nel 1961, Cziffra ne fece un remake dal titolo Kauf dir einen bunten Luftballon, titolo che il regista avrebbe poi utilizzato anche per la sua autobiografia del 1975.
Nel 1945, girò nella Praga occupata dai tedeschi Leuchtende Schatten le cui riprese vennero interrotte quando il regista fu arrestato e condannato a due mesi di carcere.
Finita la guerra, von Cziffra fondò una propria casa di produzione. Specializzato nel genere leggero, diresse film musicali, gialli e pellicole di intrattenimento destinate al grande pubblico. Da metà degli anni sessanta, si ritirò progressivamente dall'industria cinematografica, privilegiando la scrittura e dedicandosi soprattutto alla sceneggiatura. Per i suoi lavori, usò svariati pseudonimi come Peter Trenck, Richard Anden, Albert Anthony, Karel Kubula, Enrique Anden, John Ferguson, Thomas Harrer e Horace Parker.

## Filmografia

### Regista
- Gullivers Reisen (1924)
- Egy éj Velencében (1934)
- Mindent a nöért!, co-regia Béla Gaál (1934)
- Szent Péter esernyöje (1935)
- Der weiße Traum (1943)
- Hundstage (1944)
- Leuchtende Schatten (1945)
- Glaube an mich (1946)
- Das unsterbliche Antlitz (1947)
- Liebe nach Noten (1947)
- Königin der Landstraße (1948)
- Valzer celeste (Der himmlische Walzer) (1949)
- Lambert fühlt sich bedroht (1949)
- Höllische Liebe (1949)
- Gefährliche Gäste (1949)
- Gabriella (1950)
- Der Mann, der sich selber sucht (1950)
- La terza da destra (Die Dritte von rechts) (1950)
- Passaporto per l'oriente (A Tale of Five Cities, segmento: Vienna) (1951)
- Maja (Die verschleierte Maja) (1951)
- Der bunte Traum (1952)
- Tanzende Sterne (1952)
- Das singende Hotel (1953)
- Die Blume von Hawaii (1953)
- Geld aus der Luft (1954)
- Tanz in der Sonne (1955)
- Der falsche Adam (1956)
- Der müde Theodor (1957)
- Night Club (Die Beine von Dolores) (1957)
- Infermiera di notte (1958)
- Kauf dir einen bunten Luftballon (1961)
- Ein Stern fällt vom Himmel (1961)
- Junge Leute brauchen Liebe (1961)
- Die Fledermaus (1962)
- Das süße Leben des Grafen Bobby (1962)
- Der Vogelhändler (1962)
- Sì pura come un angelo... resterà vergine? (Josefine - das liebestolle Kätzchen) (1969)

### Aiuto regista
- Terra senza donne (Das Land ohne Frauen), regia di Carmine Gallone (1929)

### Sceneggiatore
- Villa da vendere, regia di Ferruccio Cerio (1941)
- Der weiße Traum, regia di Géza von Cziffra (1943)
- Realtà romanzesca (Frauen sind keine Engel), regia di Willi Forst (1943)
- Hundstage, regia di Géza von Cziffra (1944)
- Sì pura come un angelo... resterà vergine? (Josefine - das liebestolle Kätzchen), regia di Géza von Cziffra (1969)